# Majkop
Majkop (ros. Майко́п, adygejski Мыекъуапэ, Məeqwāpă) – stolica Adygei, autonomicznej republiki, wchodzącej w skład Federacji Rosyjskiej, leżąca nad Biełą. 
Miasto dało nazwę kulturze majkopskiej, która rozwijała się na terenach północnego Kaukazu we wczesnej epoce brązu. Zachowały się z jej czasów kurhany, w tym królewski kurhan badany w 1897 roku (patrz: kurhan Majkop).
Rosjanie zbudowali wojskowy fort w Majkopie w 1857 roku w celu utrzymania kontroli nad Czerkiesami. W 1910 r. odkryto złoża ropy w okolicach Majkopu.
W okresie bezpośrednio po I wojnie światowej w Majkopie funkcjonowała polska placówka o charakterze konsularnym. W 1936 roku Majkop i otaczający je region połączyły się z Adygejskim Obwodem Autonomicznym i stały się jego administracyjnym centrum. Podczas II wojny światowej Majkop był ze względu na znajdujące się w jego pobliżu złoża ropy naftowej jednym ze strategicznych celów niemieckiej ofensywy z 1942. Wehrmacht zajął Majkop 9 sierpnia 1942 r., ale niemieckie próby wznowienia wydobycia ropy okazały się w większości nieskuteczne. W styczniu 1943 roku Armia Czerwona odbiła miasto. 
W mieście działa sieć trolejbusowa. W mieście rozwinął się przemysł drzewny, chemiczny, maszynowy oraz spożywczy. Znajduje się tu również port lotniczy Majkop.
Od 1951 w mieście stacjonuje 709 Szkolny Pułk Lotniczy i 761 Szkolny Połocki Pułk Lotniczy.

## Sport
- Drużba Majkop – klub piłkarski

## Miasta partnerskie
- Żylina